# Maria de Avesnes
Maria de Avesnes, também conhecida como Maria de Hainaut (em francês:  Marie; Valenciennes, 1280 — Castelo de Murat, 28 de agosto de 1354) foi duquesa consorte de Bourbon como esposa de Luís I de Bourbon.

## Família
Maria era a filha de João II da Holanda e de Filipa do Luxemburgo. Seus avós paternos eram João I de Avesnes, conde de Hainaut e Adelaide da Holanda. Seus avós maternos eram o conde Henrique V do Luxemburgo e Margarida de Bar.
Através de seu irmão Guilherme I de Hainaut, ela era tia de Filipa de Hainault, esposa de Eduardo III de Inglaterra, assim como de Margarida II de Hainaut, segunda esposa do Imperador Luís IV.

## Casamento
Em setembro de 1310, em Pontoise, ela se casou com o duque Luís I de Bourbon, filho de Roberto de França, conde de Clermont e de Beatriz de Borgonha, senhora de Bourbon. O contrato de casamento é datado em junho de 1310.
Maria morreu em 28 de agosto de 1354, no Castelo de Murat. Foi enterrada na Igreja de Cordeliers, em Champanhe, perto de Souvigny.

## Descendência
Seus filhos foram:
- Pedro I, Duque de Bourbon (1311 - 19 de setembro de 1356), casado com Isabel de Valois, com quem teve filhos. Foi morto na Batalha de Poitiers, parte da Guerra dos Cem Anos, entre Inglaterra e França;
- Joana de Clermont (c. 1312 - 30 de dezembro de 1402), casou-se em 1324 com Guigues VII, Conde de Forez, com quem teve filhos;
- Margarida de Clermont (1313 - 1362), casou com João II, Senhor de Sully em 6 de julho de 1320, e teve um filho. Em 1346, se tornou esposa de Hutin de Vermeilles;
- Jaime I de Bourbon (1315 - 6 de abril de 1361), Conde de La Marche, se tornou Condestável de França em 8 de janeiro de 1354. Foi marido de Joana de Châtillon, filha de Hugo de Châtillon, Senhor de Leuze e Joana d'Argies. Teve descendência. Morreu na Batalha de Brignais;
- Beatriz de Bourbon (c. 1315 - 25 de dezembro de 1383), foi a segunda esposa de João I da Boêmia, com quem se casou no Castelo de Vincennes, em dezembro de 1334. A união resultou em apenas um filho, Venceslau I de Luxemburgo. Em cerca de 1347, ela se casou com Eudes II, Senhor de Grancey, em Damvillers. Não tiveram filhos;
- Maria de Bourbon, princesa da Acaia (c. 1318 - 1387), primeiro se casou com Guy de Lusignan, em 31 de janeiro de 1330, na Mesquita de Selimiye, em Nicósia. Tiveram um filho chamado de Hugo de Lusignan. Seu segundo casamento foi com Roberto de Tarento, Imperador Titular Latino de Constantinopla, não tendo filhos;
- Jaime de Clermont (1318 - 9 de setembro de 1318)

Seu marido teve vários filhos bastardos de sua amante, Jeanne de Bourbon-Lancy.